# Rempung
Rempung is een bestuurslaag in het regentschap Oost-Lombok van de provincie West-Nusa Tenggara, Indonesië. Rempung telt 5116 inwoners (volkstelling 2010).